# میدان دو آرماس (سانتیاگو)
میدان دو آرماس سانتیاگو یا پلازا دو آرماس (به انگلیسی: Plaza de Armas) و (به اسپانیایی: Plaza de Armas de Santiago) میدان و پلازای مرکزی شهر سانتیاگو است که هسته مرکز تاریخی پایتخت شیلی به‌شمار می‌رود.
این پلازا در فضایی چهار گوش از چهار جهت جغرافیایی محدود به این معابر و خیابان‌هامی‌باشد:
- خیابان پلازا دو آرماس در بر شمالی پلازا، در امتداد دو خیابان مونخیتاس و خیابان کاتدرال (کلیسای جامع) در طرفین
- خیابان پلازا دو آرماس در بر شرقی پلازا، در امتداد دو خیابان ۲۱ می در شمال شرقی و استادو در جنوب شرقی
- خیابان پلازا دو آرماس در بر جنوبی پلازا، در امتداد دو خیابان مرسد در جنوب شرقی و خیابان کمپانی خسوس در جنوب غربی
- خیابان پلازا دو آرماس در بر غربی پلازا، در امتداد دو خیابان پیاده راه پوئنته در شمال غربی و پیاده راه پاسئو اهومادا در جنوب غربی

در حال حاضر در زیر پلازا، ایستگاه پلازا دو آرماس مترو سانتیاگو واقع شده‌است، که در سال ۲۰۰۰، برای خط ۵ و در سال ۲۰۱۸، برای خط ۳ مترو افتتاح شده‌است.

## تاریخچه

### پیش از ورود اسپانیایی‌ها
روبن استهبرگ، پژوهشگر موزه ملی تاریخ طبیعی شیلی و گونزالو سوتومایور از دانشگاه آندرس بلو، مجموعه‌ای از شواهد پژوهشی را که در سال ۱۹۷۶ به همراه اسناد تاریخی ارائه شد را جمع‌آوری کردند. به این دلیل مدارک و شواهد تازه ای اضافه کردند مبنی بر اینکه، آن‌ها این فرضیه را که در زیر شهر کهن سانتیاگو در رودخانه‌های ماپوچو و مایپو وجود دارد را مطرح کردند. (فضای میدان کنونی در دوره پیش از ورود اسپانیایی‌ها)

### دوره فتح اسپانیا (فتح اندلس)
این طرح در قالب یک ساختار شطرنجی شبیه به یک صفحه شطرنج، ساخت یک میدان مرکزی را طوری برنامه‌ریزی کرده که در اطراف میدان، ساختمانهای اصلی اداری ساخته شوند. هنگامی که ارابه‌های حاوی کالا در این منطقه، در طول زمان مستعمره، وارد این منطقه می‌شدند، دستفروشی‌ها و بازارها نیز حول میدان به وجود آمدند. در وسط میدان نیز جهت اعدام محکومین و نشان دادن و به اثبات رساندن قدرت حاکمه، سنگفرشی جهت اجرای این امر درنظر گرفته شده بود.

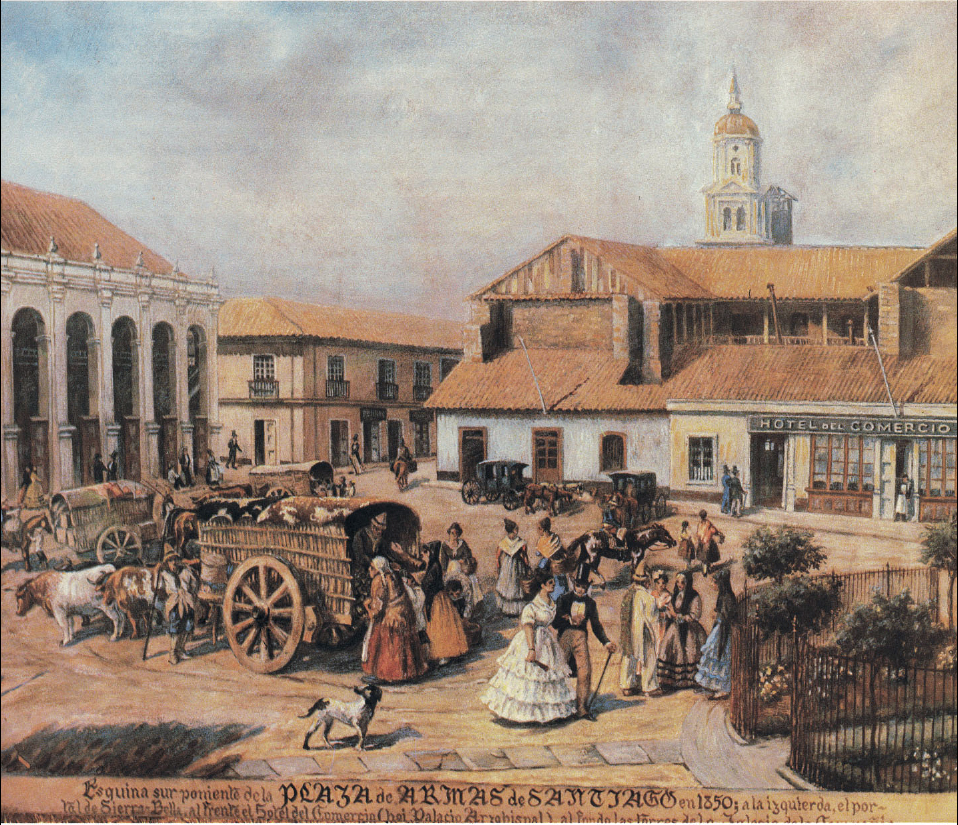
یک نقاشی از پلازا دو آرماس در سال ۱۸۵۰میلادی.

در سال‌های بعد ایده یک پهنه کاملاً یکدست و عاری از گیاه تغییر کرد و در سال ۱۸۵۹ با پیروی از مفاهیم معماری اروپایی، این میدان نیز با کاشت درختان و ایجاد انواع باغ‌های زیبا، با جامه انبوهی از گیاهان آراسته شد. متعاقباً پس از آن نیز در ۱۸۹۶، یک مهندس طراح چشم‌انداز محوطه (landscaper) فرانسوی در شیلی، گیلرمو رنر، باغی زیبا با تالاب‌های آب و پیاده‌راه‌هایی پر پیچ‌وخم برای آن طراحی کرد. بین سال‌های ۱۹۹۸ تا ۲۰۰۰(میلادی)، نوسازی منطقه به دلیل ساخت ایستگاه مترو این پلازا، به میدان کنونی منجر شد که این بخش‌ها شامل بخش نمایش برای فعالیت‌های فرهنگی، به ویژه نقاشان و کمدین‌های کلاسیک، باغ‌ها و کلاه فرنگی مرکزی جهت اجرای گروه‌های موسیقی شهری است را گرد هم فراهم آورد.

### دوره بازسازی سال ۲۰۱۴ م
در دسامبر ۲۰۱۴ میلادی، میدان آن، جهت انجام تعمیرات و بازطراحی چندین باغ بسته و تعطیل شد. این عملیات هزار و ششصد و شصت و سه میلیون پزو شیلی (دو میلیون و هفتصد هزار دلار آمریکا در سال ۲۰۱۴) هزینه داشت که بیش از چهل درصد محدوده پوشش سبز میدان را شامل می‌شد؛ سی درصد درخت بیشتر (امکان سایه‌اندازی تا هفتاد درصد)؛ صد و شصت نور افکن جدید با تکنولوژی LED؛ ده دوربین نظارت پیشرفته با تکنولوژی بالا متصل به پلیس شیلی، نظارت شهری و وبسایت مردمی؛ و شبکه وای‌فای رایگان. این عملیات در ۴ دسامبر ۲۰۱۴ در مراسمی به ریاست شهردار وقت سانتیاگو، کارولینا توها افتتاح شد.
پس از این تغییر شکل، این پلازا نیز به محیط بانان ۲۴ ساعته نیاز دارد.

## بناهای مجاور پلازا

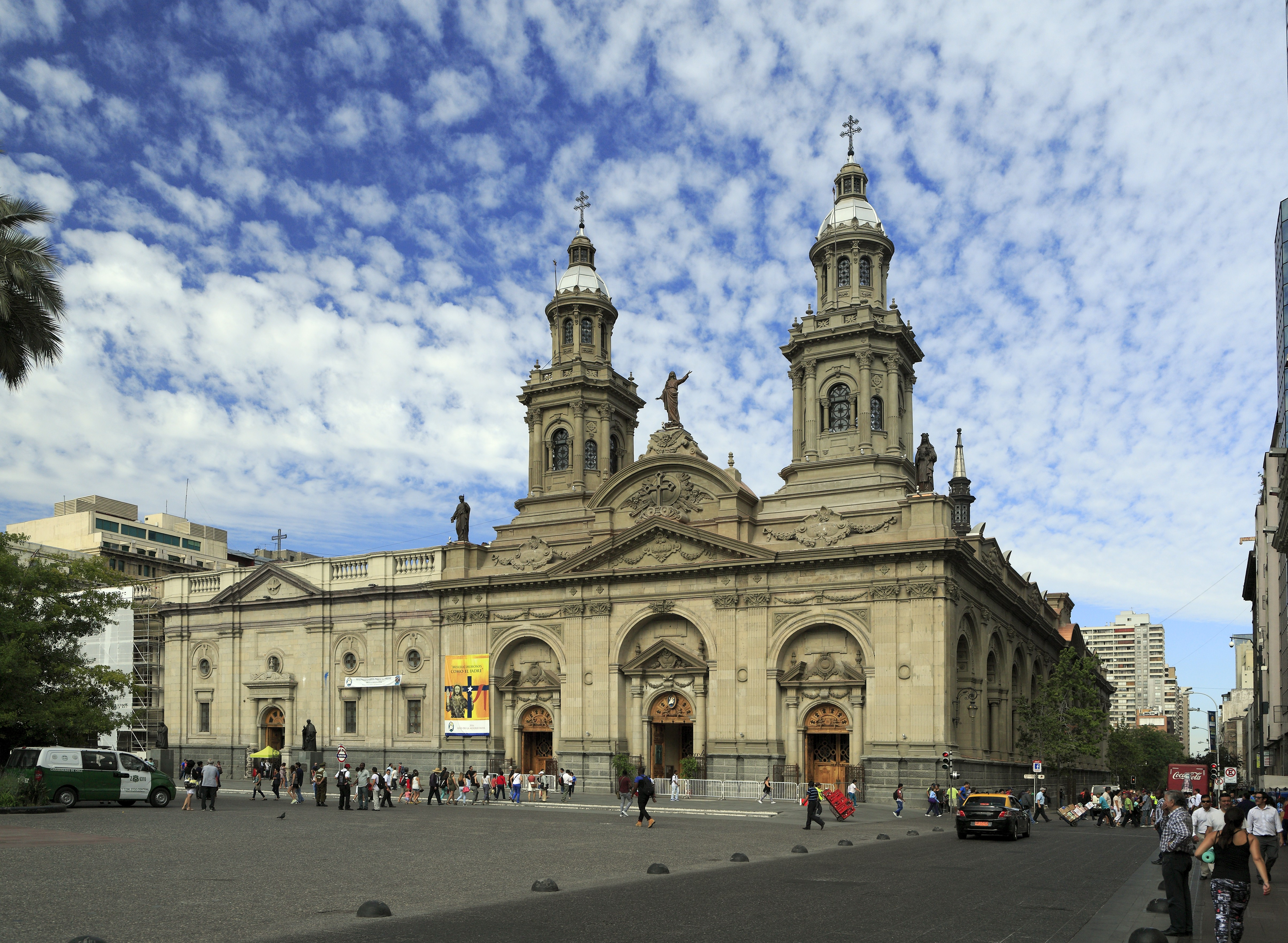
برجهای دوگانه کلیسای جامع با طراحی ایگناسیو کرمونزی

کلیسای جامع سانتیاگو (شیلی) در ضلع غربی پلازا، در گوشه شمال شرقی آن واقع شده‌است. با این که شروع ساخت این کلیسا با بنیان نهادن شهر سانتیاگو آغاز شد، اما ساختمان کنونی پنجمین بنای ساخته‌شده در این مکان به‌شمار می‌رود. ساخت این ساختمان در سال ۱۷۴۸ آغاز و در سال ۱۷۷۵ میلادی به پایان رسید. با این حال در سال ۱۷۸۰، معمار جیوچینو توئسکا، نمای جدیدی برای کلیسای جامع و کلیسای مجاور آن، طبق جنبش نئوکلاسیک طراحی کرد. در اواخر قرن نوزدهم، ایگناسیو کرمونزی دو برج که اکنون برفراز کلیسا هستند را طراحی کرد. در مقابل، جلوه‌های بسیار مختلفی از انواع و اقسام مجسمه‌های ارابه ران‌ها، تمثال‌هایی از مسیح و قلب مقدس به جلوه درآمده‌اند.
در مقابل ضلع شمالی این میدان بناهای قدیمی دولتی کلنی قرار دارند. از غرب به شرق، دفتر مرکزی پست، موزه تاریخ ملی و شهرداری مجلل سانتیاگو مستقر شده‌اند.
اختمان دفتر مرکزی پست سانتیاگو، مقر اداره پست، محل اختصاص‌داده‌شده به بنیاد پدرو ده والدیویا را به خود اختصاص داده‌است که محل اقامت فرمانداران شیلی پس از استقلال، تا سال ۱۸۴۶ میلادی بوده‌است، زمانی که محل اقامت ریاست‌جمهوری به کاخ ریاست‌جمهوری شیلی یا پالاسیو لاموندا منتقل شد، ساخته شد. با اینکه آتش‌سوزی تقریباً به‌طور کامل ساختمان را از بین برده بود، در سال ۱۸۸۲ بازسازی شد و سبک و سیاق نئوکلاسیکی را که در حال حاضر دارد به آن می‌دهد. در سال ۱۹۰۳، یک طبقه سوم و یک گنبد فوقانی نیز ساخته شد.
موزه تاریخ ملی در ساختمان سابق کاخ دیوان سلطنتی (به انگلیسی: Royal Court Palace)، صحن دادگاه اصلی مستعمراتی کشور واقع شده‌است. این بنا در بین سالهای ۱۸۰۴تا ۱۸۰۷ میلادی توسط یکی از شاگردان توئسکا ساخته شده و پس از استقلال شیلی کرسی وزارتخانه‌های مختلفی بود تا زمان انتقال آنها به لا موندا، همان‌طور که مقر ریاست جمهوری بود. در سال ۱۹۸۲میلادی، موزه فعلی که مجموعه‌های تاریخی متعددی را گرد هم می‌آورد، افتتاح شد.
ساختمان کنونی شهرداری، در محلی مستقر شده که در ابتدا نیز جهت ساختن ساختمان شهرداری شهر در نظر گرفته شده بود و ساختمان زندان مستعمراتی قدیمی بود که بین سالهای ۱۵۷۸ تا ۱۶۴۷ میلادی ساخته شده بود. در سال ۱۶۷۹م. ساخت دوم این ساختمان توسط توئسکا، که در سال ۱۷۹۰م. تخریب و مجدداً با سبک و سیاق نئوکلاسیک بازسازی شد. آتش‌سوزی در سال ۱۸۹۱ م. منجر به بازسازی بنا توسط معمار ایگنیو جونون شد، ساختمان جدید در سال ۱۸۹۵ م. افتتاح شد و رسماً به عنوان مقر اصلی مدیریت عمومی اعلام شد.
اماکن تجاری متنوعی نیز در حوالی پلازا واقع شده‌است، مانند پرتال فرناندز کونچا، که مقابل ضلع جنوبی پلازا واقع شده‌است. این مرکز تجاری در سال ۱۸۶۹ م. ساخته شده و هر دو نوع غذای محلی شیلی و بین‌المللی و هم فروشگاه‌های متنوعی را نیز با اقلام مختلف گرد هم آورده‌است. در نزدیکی کلیسای جامع، در پیاده راه پوئنته و خیابان کاتدرال (کلیسای جامع)، منطقه ای وجود دارد که به دلیل شمار فراوانی از مهاجران با اصلیت پرویی و محدوده بازرگانی که برای خدمت‌رسانی به آنها که در همان نزدیکی مستقر شده‌اند، به‌طور غیررسمی به آن «لیمای کوچک» گفته می‌شود.

## بناهای یادمانی
- مجسمه سوارکار پدرو دو والدیویا که در ابتدا بر روی دامن تپه سانتا لوسیا به کار گرفته شد.[۸]
- بنای یادمان آزادی آمریکا یا ویکتوریا ایاکوچو.
- بنای یادبود مردمان اصیل شهر سانتیاگو.
- بنای یادبود برای کاردینال‌های کلیسا، مونسینورز خوزه ماریا کارو و رائول سیلوا هنریکز.
- مجسمه یکی از حواریون شهر سانتیاگو.
- کپسول زمان برای دویست سالگی شیلی (۲۰۱۰ م.).
- صفحات در سطح زمین: کیلومتر صفر (در مرکز میدان)، نقشه‌های تاریخی شهر سانتیاگو، ساخت کلیسای جامع و لوح یادبود از دیدار جان پل دوم شیلی (۱۹۸۷م.).

## نگارخانه

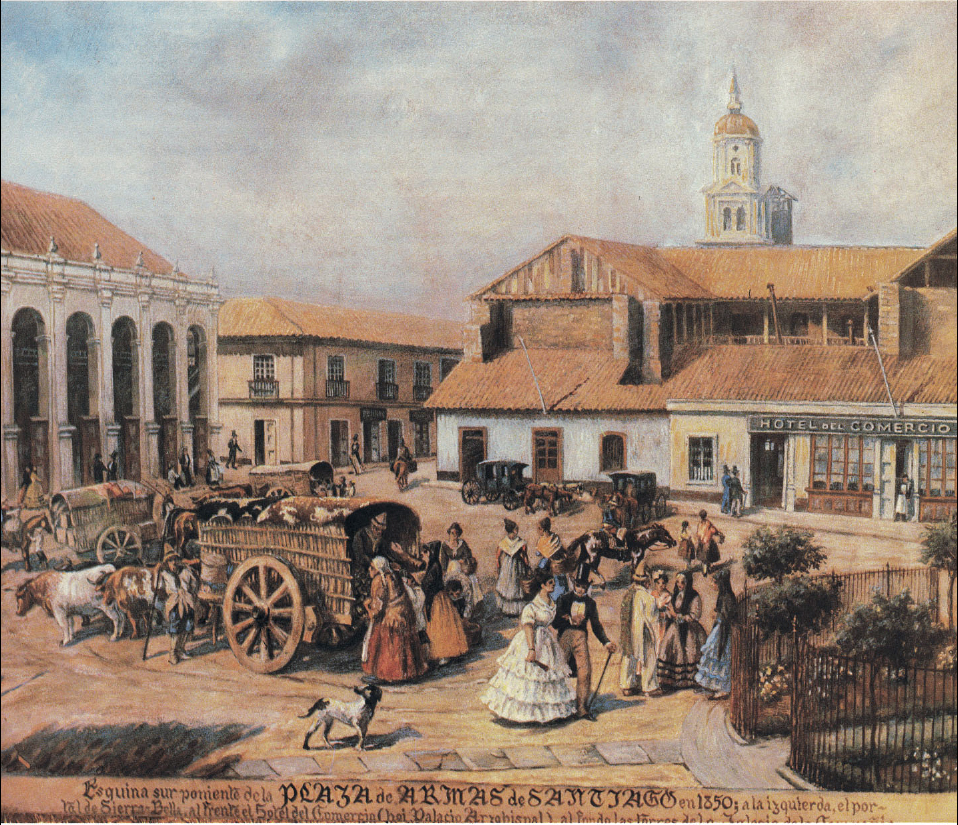
تصویری از پلازا دو آرماس در سال ۱۸۵۰میلادی
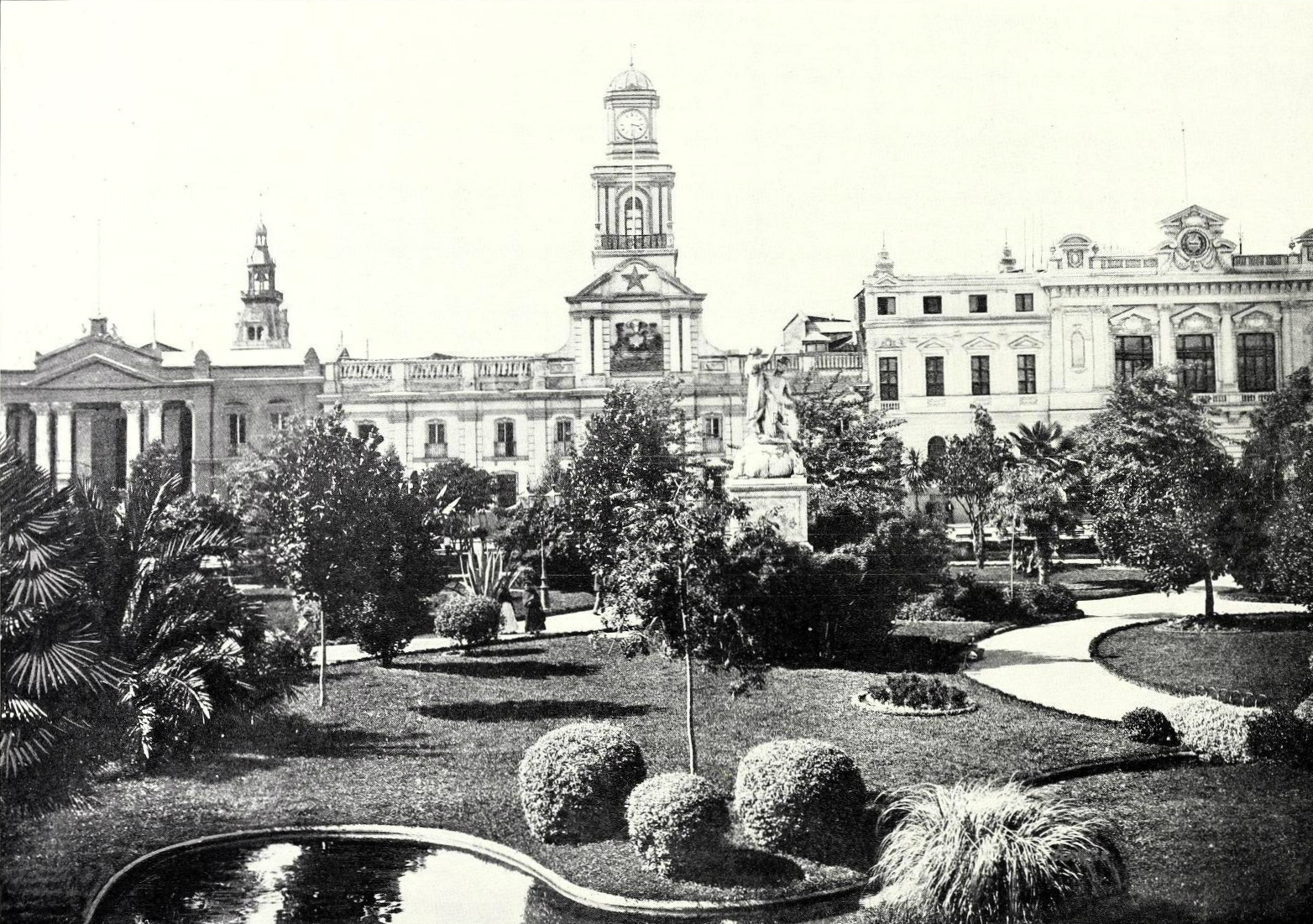
تصویری از پلازای دو آرماس در سال ۱۹۰۶میلادی
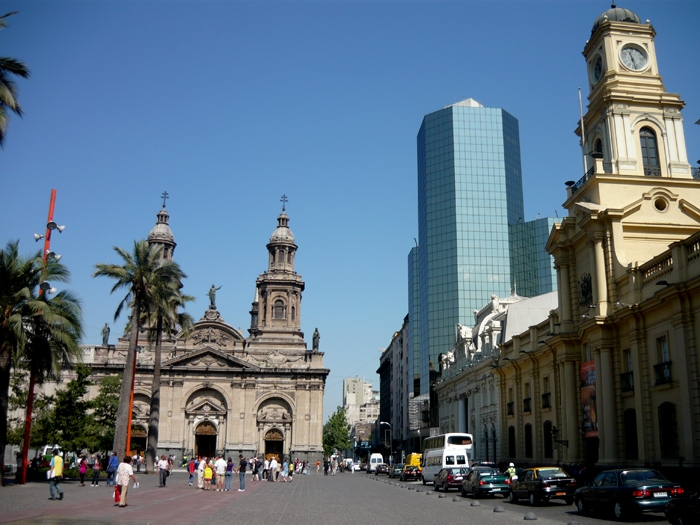
نمایی از پلازای دو آرماس در سال ۲۰۰۸ میلادی
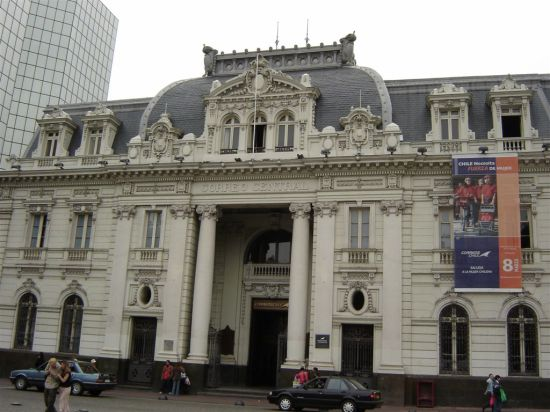
ساختمان دفتر مرکزی پست در ضلع شمال غربی میدان

## پیوندها به بیرون
پرونده‌های رسانه‌ای مربوط به میدان دو آرماس (سانتیاگو) در ویکی‌انبار 
- Municipalidad de Santiago
- Entorno de Plaza de Armas en el Mapa de Santiago
- Chilexplora - Plaza de Armas (tour virtual en 360º)